# Буркард III фон Финстинген-Бракенкопф
Буркард III фон Финстинген-Бракенкопф-Фалкенщайн (на немски: Burkard III von Vinstingen-Brackenkopf-Falkenstein; † 9 август 1451) е граф на Финстинген в регион Лотарингия, господар на Финстинген, Бракенкопф и Фалкенщайн.
Той е вторият син на граф Йохан III фон Финстинген († сл. 1443) и втората му съпруга Аделхайд фон Лихтенберг († сл. 1429), дъщеря на Йохан IV фон Лихтенберг 'Стари' († 1405) и графиня Лорета фон Цвайбрюкен-Бич († 1406), дъщеря на граф Симон I фон Цвайбрюкен-Бич († 1355) и Агнес фон Лихтенберг († пр. 1378). Внук е на Буркард I фон Финстинген, господар на Финстинген-Шьонекен († 1377), и втората му съпруга Бланшефлор фон Фалкенщайн († 1379), наследничка на Бетинген и Фалкенщайн, дъщеря на Йохан фон Фалкенщайн, бургграф на Ройланд, губернатор на Люксембург († 1351).
Брат е на Симон фон Финстинген-Бракенкопф († 1477), господар на Финстинген. Сестра му Агнес фон Финстинген-Бракенкопф († 1440) е омъжена между 20 септември 1419 и 21 февруари 1420 г. за граф Бернхард I фон Еберщайн (1381 – 1440).
Фамилията притежава господството Финстинген през 1439 г. чрез Ханс фон Финстинген. Последният потомък на фамилията, Йохан фон Финстинген, умира края на 15 век. Чрез дъщеря му част от господството отива на фамилията фон Залм. През 1665 г. господството отива на херцога на Лотарингия.

## Фамилия
Буркард III фон Финстинген-Фалкенщайн се жени на 30 декември 1439 г. в Саарбург за Йоханета фон Зирк († сл. 1484), сестра на Арнолд VII фон Зирк (1403 – 1443), дъщеря на граф Арнолд VI фон Зирк, бургграф на Фрауенбург (1366 – 1441/1446) и Лиза Байер фон Бопарт († 1429). Йоханета фон Зирк е полусестра на Якоб фон Зирк († 1456), архиепископ и курфюрст на Трир (1439 – 1456). Бракът е бездетен.
Вдовицата му Йоханета фон Зирк се омъжва втори път ок. 1459 г. за Валтер фон Дан (Тан), господар на Васелнхайм († 1483).